# رد چنگال (اوکلاهما)
رد چنگال (به انگلیسی: Red Fork) یک منطقهٔ مسکونی در ایالات متحده آمریکا است که در شهرستان تالسا، اکلاهما واقع شده‌است.